# Цецюра, Тимофей Ермолович
Тимофей Ермолович Цецюра (укр. Тиміш Цицюра (Цецюра, Цюцюра); ? - ок. 1671) — показаченный шляхтич, казацкий полковник эпохи Руины, возглавлявший с 1659 года переяславский полк, в Чудновской кампании 1660 года наказной гетман Войска Запорожского над полками в отряде Василия Шереметева.

## Биография
Тимофей Ермолович впервые упоминается в 1630 году. В 1656 году был Бориспольским сотником, в 1659 году стал переяславским полковником. 29 декабря 1658 года наказной гетман Скоробогатенко, переяславский полковник Т. Цецюра и поляк Груша совместно начальствовали над верными Выговскому татарами и казацкими полками — Каневским, Черкасским, Чигиринским и Корсунским, в бою у Лохвицы с князем Ромодановским, но были отбиты.
Первоначально поддерживал гетмана Ивана Выговского и участвовал в битве под Конотопом. В августе 1659 года участвовал в осаде Гадяча, где оборонялся гадячский полковник Павел Апостол.
19 (29) августа 1659 года Переяславский полк вместе с полковником Цецюрой и наказным полковником Якимом Сомко поднял восстание против гетмана Выговского. В Переяславе был перебит гарнизон гетманских наёмников в 150 драгун и арестован их командир майор Ян Зумер. Цецюра арестовал войскового судью Фёдора Лободу.
В 1660 году принимал участие в походе на Львов и был наказным гетманом над всеми полками Войска Запорожского в отряде Василия Шереметева. После поражения Юрия Хмельницкого под Слободищем покинул Шереметева и присоединился к полякам. Однако поляки арестовали Цецюру и увезли в заточение в Дубенский замок, откуда Тимофей Ермолович бежал. 19 (29) марта 1662 год Цецюра вернулся в Переяслав, был там арестован и под конвоем полкового старшины Опанаса Захарященко отправлен в Москву. В 1663 году был сослан в Томск.
Умер Тимофей Ермолович Цецюра в Томске около 1671 года.

## Потомки Тимофея Цецюры
Потомки Тимофея Цецюры в конце XVIII века были внесены в VI часть родословной книги дворян Новгород-Северского наместничества.